# سیوزان مارگاریان
سیوزان مارگاریان (ارمنی: Սյուզան Մարգարյան؛ زادهٔ ۶ اکتبر ۱۹۶۱) خواننده اهل ارمنستان است. وی از سال ۱۹۷۸ میلادی تاکنون مشغول فعالیت بوده‌است.

## زندگی‌نامه
وی در ۶ اکتبر ۱۹۶۱ در ایروان به دنیا آمد . وی همچنین برندهٔ جوایزی هنرمند مردمی جمهوری ارمنستان همچون شده‌است. وی همسر هراچیا هاروتیونیان و مادر سیروشو می‌باشد.